# تاتارسکی سوخوی ایزیاک
تاتارسکی سوخوی ایزیاک (انگلیسی: Tatarsky Sukhoy Izyak) یک شهرک در شهرستان فیودوروفسکی استان باشقیرستان کشور روسیه است.